# Arabia Saudita ai XXIV Giochi olimpici invernali
L'Arabia Saudita ha partecipato ai XXIV Giochi olimpici invernali, che si sono svolti dal 4 al 20 febbraio 2022 a Pechino in Cina, con una delegazione composta da un atleta.
Questa edizione rappresenta l'esordio del paese ai Giochi olimpici invernali.

## Delegazione
| Sport      | Uomini | Donne | Totale |
| ---------- | ------ | ----- | ------ |
| Sci alpino | 1      | -     | 1      |
| Totale     | 1      | -     | 1      |

## Risultati

### Sci alpino
| Atleta     | Gara                    | Tempo     | Tempo     | Tempo   | Posizione |
| Atleta     | Gara                    | 1ª manche | 2ª manche | Totale  | Posizione |
| ---------- | ----------------------- | --------- | --------- | ------- | --------- |
| Fayik Abdi | Slalom gigante maschile | 1'21"44   | 1'25"41   | 2'46"85 | 44º       |